# Frederick William Holls
Frederick William Holls (1857 – 23 juli 1903) was een Amerikaans jurist en publicist.

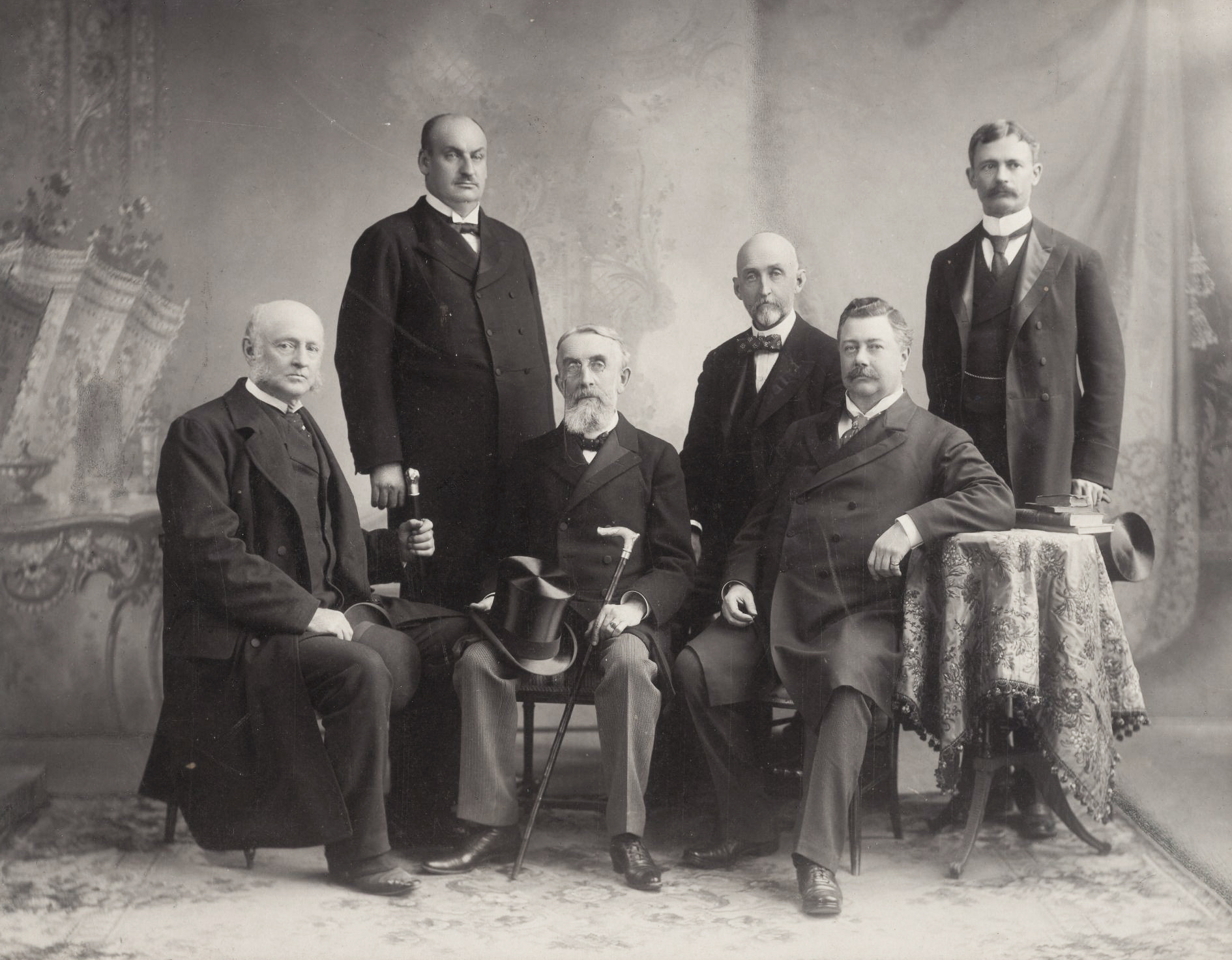
Amerikaanse delegatie naar Den Haag

Holls schreef een verslag van de eerste Haagse Conferentie voor Internationaal Privaatrecht, die in 1893 plaatsvond. Hij trad in 1902-1903 op als tussenpersoon tussen het Permanent Hof van Arbitrage en de staalmagnaat Andrew Carnegie toen deze het voornemen had een deel van zijn vermogen aan het Permanent Hof te schenken voor de bouw van het Vredespaleis in Den Haag.